# Heinz Hermann (Leichtathlet)
Heinz Hermann (* 28. Mai 1915 in Siegen; † 19. März 1996 in Siegsdorf) war ein deutscher Leichtathlet.
Hermann begann seine Karriere bei den Deutschen Meisterschaften 1939 mit einem vierten Platz im Zehnkampf. 1942 belegte er bei den Deutschen Meisterschaften als Angehöriger des Heeres-Sportvereins Marienwerder den zweiten Platz hinter Ernst Schmidt. Am 24. und 25. Juli 1943 gewann Hermann für den SC Charlottenburg Berlin startend den Deutschen Meistertitel vor Ernst Schmidt und Ludwig Koppenwallner. Hermann war auch als Feldhandballer für den VfL Gummersbach aktiv. 
1958 stiftete er einen Zehnkampfpokal, der zwischen 1976 und 1992 vergeben wurde.